# Podagrion sinense
Podagrion sinense is een vliesvleugelig insect uit de familie Torymidae. De wetenschappelijke naam is voor het eerst geldig gepubliceerd in 1852 door Walker.